# Lodowy Ząb
Lodowy Ząb (słow. Ľadový zub) – turnia znajdująca się w dolnej części Lodowej Grani odchodzącej na południowy wschód od głównego wierzchołka Lodowej Kopy w słowackich Tatrach Wysokich. Od Pięciostawiańskiej Czuby na południowym wschodzie Lodowy Ząb oddzielony jest siodłem Zadniego Lodowego Przechodu, a od północnego zachodu sąsiaduje z Małym Lodowym Kopiniakiem. Na wierzchołek Lodowego Zęba nie prowadzą żadne znakowane szlaki turystyczne, jest on dostępny jedynie dla taterników.
Lodowy Ząb jest turnią dość charakterystyczną, dobrze widoczny jest sprzed schroniska Téryego. Nie leży on bezpośrednio w Lodowej Grani, lecz wychyla się nieco na południowy wschód w kierunku Doliny Pięciu Stawów Spiskich.
Nazewnictwo Lodowego Zęba pochodzi bezpośrednio od jego kształtu i masywu Lodowego Szczytu.

## Historia
Pierwsze wejścia turystyczne:
- Janusz Chmielowski, Károly Jordán, Jan Nowicki, Klemens Bachleda, Paul Spitzkopf i Stanisław Stopka, 14 sierpnia 1903 r. – letnie,
- Valéria Kovárová, Edita Krenová, Manicová, Maňa Mičiková, Bárdoš i Alexander Huba, 19 kwietnia 1946 r. – zimowe.